# Benevento (cognome)
Benevento è un cognome di lingua italiana.

## Varianti
Beneventani, Beneventano, Beneventi.

## Origine e diffusione
Il cognome è tipicamente centro-meridionale.
Potrebbe derivare dal toponimo Benevento.
Le varianti Beneventani, Beneventano e Beneventi coprono il medesimo areale.

## Persone
- Marco Benevento – cantautore statunitense